# Mikulás

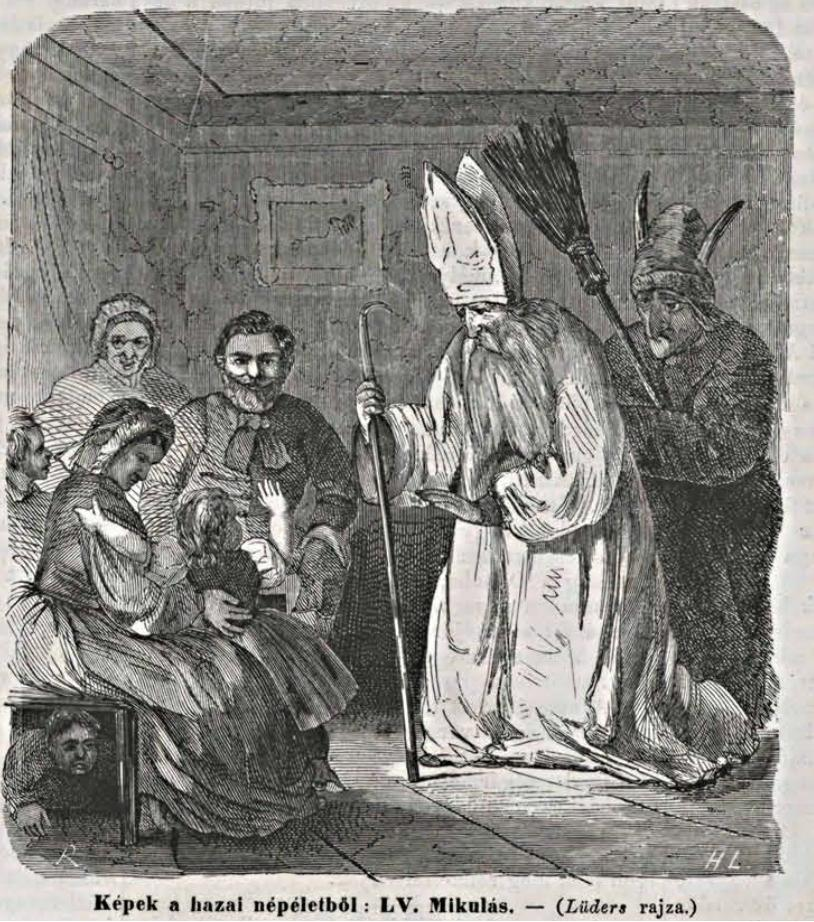
Hình minh họa Jikulás và Sziveszter tuz jatek erdötüz từ năm 1769

Mikulás (hay Szent Miklós) là một nhân vật huyền thoại dựa trên các truyền thuyết xung quanh Thánh Nicholas tương tự như Ông già Noel. Trong nhiều thành phố ở Hungary, so với ông già Noel thì Mikulás dần trở nên gần gũi với người dân hơn. Người ta tin rằng Mikulás sẽ tới vào ngày ngày 6 tháng 12 (một số quốc gia là ngày 5 tháng 12) và rời đi trước Giáng sinh. Nhân vật này cũng nổi tiếng ở Romania (Moș Nicolae), Slovenia (Miklavž), Cộng hòa Séc, Slovakia, Croatia (Sv. Nikola) và Ba Lan (Mikołaj).

## Phong tục
Theo truyền thống, người tặng quà cho trẻ em vào ngày Giáng sinh là ông già Noel. Tuy nhiên, vào đêm trước của ngày lễ Thánh Nicholas, trẻ em Hungary vẫn đặt một chiếc ủng bên bếp lò và chờ đợi Mikulás sẽ đến lấp đầy nó với đồ ăn vặt.
Ở Hungary, chỉ có "ông" Mikulás chứ không có "bà" Mikulás. Theo truyền thuyết ở một số nước như Séc, Slovenia và Slovakia, bên cạnh Mikulás còn có hai nhân vật nữa. Thiên thần tốt bụng sẽ phát quà cho những đứa trẻ ngoan. Nhân vật còn lại được gọi là "Krampusz", một yêu tinh xấu tính (một số nơi gọi là Ác quỷ) sẽ trừng phạt những đứa trẻ hư.
Người lớn thường nói với những đứa trẻ của họ rằng Mikulás sẽ tới để tặng quà cho các em vào ngày 6 tháng 12. Những đứa trẻ "ngoan" sẽ nhận được nhiều loại trái cây, bánh kẹo và đồ chơi. Còn những đứa trẻ "hư" chỉ có thể nhận một chiếc thìa gỗ, vài mẩu than, củ cà rốt hoặc khoai tây do Krampusz để lại. Tuy nhiên, thực sự không có đứa trẻ nào hư cả, mọi trẻ em sẽ đều được nhận cả đồ ngọt và đồ ăn vặt.
Ngoài ra, một số trẻ em cũng có thể tự đóng vai Mikuláš, Thiên thần và Ác quỷ và đến phát quà cho các bạn của mình. Món ăn truyền thống trong ngày lễ này là đồ ngọt, sô cô la, kẹo và các loại hạt khác nhau, tuy nhiên ngày nay hình ông già Noel bằng sô cô la là phổ biến nhất. Để có được quà từ Mikuláš, những đứa trẻ cần chuẩn bị một đôi ủng được đánh bóng, bởi vì Mikulás sẽ không thả đầy kẹo vào những đôi ủng không đủ sáng bóng.
Để uốn nắn những đứa trẻ hư, ba mẹ chúng có thế bỏ thêm hành tây, khoai tây sống hoặc một cục than trong ủng bên cạnh món quà, như một lời nhắc nhở rằng năm sau chúng sẽ chỉ nhận được những thứ này nếu không sửa nết.
Mặc dù người lớn thường tặng quà cho chính những đứa trẻ của họ, tuy nhiên việc người lớn tạo những điều bất ngờ nhỏ bằng cách đặt quà hoặc một bó cành cây vào ủng của người khác không phải là hiếm.

## Virgács
Virgács là một đồ vật truyền thống giống như một cái chổi nhỏ, được làm từ cành cây liễu sơn vàng. Vật dụng này được bán rất nhiều trên các đường phố ở Hungary trước ngày lễ Thánh Nicholas.